# Stenopleustes olriki
Stenopleustes olriki är en kräftdjursart som först beskrevs av Hansen 1887.  Stenopleustes olriki ingår i släktet Stenopleustes och familjen Pleustidae. Inga underarter finns listade i Catalogue of Life.